# 타타르스탄 공화국의 국가
타타르스탄 공화국의 국가(타타르어: Tuğan yağım 뚜간야금 / 뜻은 "나의 조국")는 뢰스땜 얘힌(타타르어: Röstäm Yäxin 뢰스땜 얘힌)이 작곡한 타타르스탄 공화국의 국가이다.
1993년 7월 14일에 지정되었다. 2013년 2월에 새 국가가 지정되었으며, 처음 두 구절은 타타르어로, 다음 두 구절은 러시아어로 부른다.

## 국가
| 키릴문자 | 로마자 | 영어 해석 |
| I(TAR) Мәңге яшә, газиз Ватаныбыз, Халкым тели изге теләкләр! Гомерлеккә якын туган булып Яши бездә төрле милләтләр. Ежьу: Күп гасырлар кичкән чал тарихлы Данлы илем, үзең бер дастан! 𝄇 Синдә генә безнең язмышыбыз, Республикам минем, Татарстан! 𝄇 II(RUS) Цвети, священная земля моя, Да будет мирным твой небосвод! Единый дом у нас, одна семья, Живет в согласии наш народ. Ежьу Богатый мудростью седых веков, Надеждой, верою ты нам стал, 𝄇 И пусть хранит тебя моя любовь, Моя Республика, мой Татарстан! 𝄇 | I(TAR) Mäñge yäşä, ğäziz Watanıbız, Xalqım teli izge teläklär! Ğömerlekkä yaqın tuğan bulıp Yäşi bezdä törle millätlär. Eźu: Küp ğasırlar kiçkän çal tarixlı Danlı ilem, üzeñ ber dastan! 𝄇 Sindä genä bezneñ yazmışıbız, Respublikam minem, Tatarstan! 𝄇 II(RUS) Cveti, svjašcennaja zemlja moja, Da budet mirnym tvoj nebosvod! Jedinyj dom u nas, odna semjja, Živet v soglasii naš narod. Eźu Bogatyj mudrostjju sedyh vekov, Nadeždoj, veroju ty nam stal, 𝄇 I pustj hranit tebja moja ljubovj, Moja Respublika, moj Tatarstan! 𝄇 | 1(TAR) Live forever, beloved motherland, My people are united with you! We are born with generosity. Different people live with us. [REFRAIN] Since different generations, you have a beautiful history. My glorious country, your history is heroic! 𝄇 We found ourselves with you again, My republic, Tatarstan! 𝄇 2(RUS) Flourish, holy land, Let thy peace fill your sky, We are united in this big family. People are able to live in harmony. [REFRAIN] With our rich, ancient wisdom You are our only hope, and faith, 𝄇 And let thy love fill your heart. My republic, my Tatarstan! 𝄇 |

### 한국어해석
영원히 살아라 사랑하는 조국이여
사람들은 그대와 단결했다네!
우리는 관대함을 타고났다네.
서로 다른 사람들이 우리와 함께 살아간다네.
후렴:
여러 세대를 거쳐서, 그대는 아름다운 역사를 거쳐왔다네.
나의 영광스러운 조국, 그대의 역사는 위대하다네!
𝄇 우린 다시 그대와 함께 있는 걸 발견했다네
나의 공화국, 타타르스탄이여! 𝄇
번성하고 성스러운 땅이여,
그대의 평화가 하늘을 가득 채우도록 하라.
우리는 한 가족으로 단결했다네.
사람들은 조화롭게 살 수 있다네.
후렴:
우리의 풍부한 고대의 지혜로
당신은 우리의 유일한 희망이고 믿음이고
𝄇 그대의 사랑이 마음을 가득 채우도록 하라.
나의 공화국, 나의 타타르스탄이여! 𝄇